# Annaburg
Annaburg is een stad in de Duitse deelstaat Saksen-Anhalt, gelegen in de Landkreis Wittenberg. De plaats telt 6.635 inwoners.

## Indeling gemeente
De volgende Ortsteile maken deel uit van de gemeente:
- Annaburg
- Axien
- Bethau
- Groß Naundorf
- Labrun
- Lebien
- Löben
- Meuselko
- Plossig
- Premsendorf
- Prettin
- Purzien

Annaburg ·
Bad Schmiedeberg ·
Coswig (Anhalt) ·
Gräfenhainichen ·
Jessen (Elster) ·
Kemberg ·
Oranienbaum-Wörlitz ·
Wittenberg ·
Zahna-Elster